# Encapsulated PostScript
Encapsulated PostScript, o EPS, è un documento PostScript DSC-conforme con restrizioni addizionali volte a rendere i file EPS utilizzabili come un formato di file per immagini. In altre parole, i file EPS sono più o meno documenti PostScript auto-contenuti e ragionevolmente predicibili che descrivono un'immagine o un disegno, che può essere posizionato all'interno di un altro documento PostScript.
Come minimo, un file EPS contiene un commento DSC BoundingBox, descrivente il rettangolo che contiene l'immagine descritta dal file EPS. Le applicazioni possono usare questa informazione per formattare correttamente la pagina anche quando non sono in grado di rendere l'immagine contenuta.
EPS, insieme con le DSC's Open Structuring Conventions, forma la base delle prime versioni del formato file Adobe Illustrator Artwork.
I programmi più diffusi e professionali per la creazione e la modifica di file EPS sono Adobe Illustrator e Photoshop. Nel campo del software libero possono essere letti utilizzando Scribus.